# Llanura de inundación de Mureș
El parque natural de la llanura de inundación de Mureș, protegido por el gobierno rumano en el año 2005, se encuentra en el oeste de Rumanía en las afueras de la ciudad de Arad. El parque se extiende por 17.455 hectáreas y sigue al río Mureș hacia el oeste desde la ciudad de Arad hasta la frontera húngara. El parque es un ecosistema típico de humedal, con aguas en movimiento y aguas estancadas, y está sometida a inundaciones periódicas (una inundación cada tres años). Los bosques (7000 ha) en el parque están formados principalmente por robles, fresnos, álamo negro y blanco, sauce blanco y nogal negro. Esta zona es un importante lugar para que casi 200 especies de aves aniden y pasen; la mayor parte de las especies son protegidas de manera muy estricta internacionalmente.
El principal propósito del parque natural de la llanura del Mureş es proteger y conservar los hábitats y el paisaje y su diversidad para la región. El parque ha sido designado un sitio Ramsar, y bajo Natura 2000, el parque fue designado una ZEPA (Zona de especial protección para las aves), y una ZEC (Zona de Especial Conservación) para otras especies y hábitats. Dentro del parque, hay 4 reservas naturales estrictamente protegidas: el bosque de Cenad (310,5 ha), Gran isla de Cenad (2,1 ha), Islas Igriş (7 ha) y Prundul Mare (717,9 ha).
El parque es gemelo de otro en Hungría, el parque nacional Körös-Maros. Los dos parques limitan entre sí y han creado una zona protegida transnacional con un plan de administración común.